# Poeta doctus
Poeta doctus (łac. poeta uczony) – pojęcie oznaczające osobę wszechstronnie wykształconą, erudytę znającego języki klasyczne, takie jak łacina, greka czy język hebrajski, jak również człowieka o wszechstronnych zainteresowaniach. Jest to także osoba obeznana z literaturą poprzednich epok, kulturą, sztuką oraz tradycją. Termin ten był używany w odniesieniu do poetów starożytności. Poeta doctus był ideałem dla pisarzy humanizmu. W Polsce za takich poetów uważano m.in. Klemensa Janickiego, Jana Kochanowskiego, Mikołaja Sępa-Szarzyńskiego, Mikołaja Reja i Daniela Naborowskiego. 